# آرثر دوراي
آرثر دوراي (بالفرنسية: Arthur Duray)‏ كان سائق فورملا 1 فرنسي سابق.

## سباقات شارك فيها
- لو مان 24 ساعة